# Luisa de Carvajal y Mendoza
Luisa de Carvajal y Mendoza, född 1566 i Extremadura, Spanien, död 1614 i London, Storbritannien, var en spansk adelsdam som från 1605 fungerade som katolsk missionär i London. 
Hennes föräldrar dog när hon var ung och hon kom att bo hos sin morbror, markisen av Almazán, Franciso Hurtado Mendoza som utifrån sin religiösa övertygelse utsatte henne för regelbundna övergrepp, bland annat piskning, vilket ledde till att hon blev sjuklig för resten av livet. Efter morbroderns död började hon leva ett nunneliknande liv i vald fattigdom, men i ett eget hus och inte i ett kloster. Detta val gjorde hon bland annat för att slippa att gifta sig. Här skapade hon en form av kommunitet i nära samarbete med en jesuitkyrka, dit kvinnor sökte sig som avlade löfte om kyskhet, fattigdom och lydnad. Utöver detta avlade Luisa ett löfte om att söka martyrskap för den katolska kyrkans skull. 1601 flyttade hon till Valladolid där hon bodde granne med en skola för katolska präster som skulle verka i England. Efter en lång tid av övertygande fick hon tillåtelse av jesuiterna att resa till England för att utföra en form av missionsarbete, trots att detta inte var brukligt för kvinnor. 
I England vid den här tiden var utövande av katolicism förbjuden och kunde leda till fängelse eller till och med döden. I London inhyste hon i hemlighet förföljda präster, preparerade reliker av delar av dödade präster, besökte fängslade präster, ordnade finansiellt stöd ifrån utlandet, predikade och undervisade. 1609 grundade hon Company of the Sovereign Virgin Mary Our Lady, en sorts religiös orden för kvinnor, inspirerad av jesuitisk andlighet. Gruppen hade inget godkännande ifrån påven eller biskopen men de lyckade ändå att etablera sig i ett hus i Spitalfield utanför London. Till slut blev hon gripen av engelska myndigheten och dömd till landsförvisning men hann att dö i lunginflammation, i början av 1614, innan domen verkställdes. På grund av sitt arbete för kyrkan och sitt svåra lidande ansågs hon ha dött martyrdöden. Efter sig lämnade hon bland annat ett hundratal brev och en andlig självbiografi.